# Peromyscus guardia
Peromyscus guardia là một loài động vật có vú trong họ Cricetidae, bộ Gặm nhấm. Loài này được Townsend mô tả năm 1912.